# Trois amis en quête de sagesse
Trois amis en quête de sagesse est un livre de Matthieu Ricard, Alexandre Jollien et Christophe André paru en 2016.

## Contexte
Matthieu Ricard, moine bouddhiste, Alexandre Jollien, philosophe, et Christophe André, médecin psychiatre, sont amis dans la vie depuis plus de quinze ans, et se retrouvent pour échanger leurs points de vue. Ils enregistrent leurs conversations lors d'un séjour en Dordogne en 2015, qui donnera la matière à ce livre. 

## Thèmes abordés
Le livre, sous forme de dialogues à trois, est organisé en différents thèmes : les aspirations les plus profondes, l’ego, les émotions, l’écoute, le corps, la souffrance, la cohérence, l’altruisme, la simplicité, la culpabilité, le pardon, la liberté. Chaque chapitre se termine sur des recommandations pratiques.

## Réception critique
Le livre a été numéro un des ventes lors des trois premières semaines de sa sortie.
Pour Pélerin, c'est un livre « brillant ».
Pour Daniel Fayard, ce livre est « un bon exercice de communication et de transmission d’ordre spirituel, proposé à tous ceux et celles qui sont en quête d’une vie personnelle meilleure ».
Pour Bertrand Devevey, le point fort du livre est incontestablement la rencontre entre les trois auteurs et amis, cependant il juge qu'il est difficile de lire ce livre d'une seule traite, et les chapitres sont d'une « accessibilité inégale ».

## Conférences
Les trois auteurs font partager leurs expériences lors de conférences publiques, qui reprennent et approfondissent différents thèmes dont ceux abordés dans le livre,.